# Jesse James (Lucky Luke)
Pour les articles homonymes, voir Jesse James (homonymie) et James.
Jesse James est la cinquante-deuxième histoire de la série Lucky Luke par Morris (dessin) et René Goscinny (scénario). Elle est publiée pour la première fois du no 478 au no 499 du journal Pilote. Puis est publiée en album en 1969 aux éditions Dargaud.

## Univers

### Synopsis
Jesse James, bandit du Missouri dont la tête est mise à prix, se prend pour le nouveau Robin des Bois : il vole les riches pour donner aux pauvres. Mais, se considérant comme pauvre, il garde tout pour lui. 
Accompagné de son frère Frank et de son cousin Cole Younger, Jesse James se rend à la ville texane de Nothing Gulch afin d'échapper à la justice du Missouri, son État natal — la justice du Texas ne le recherchant pas. Appelé à la rescousse par les détectives Smith et Jones de l'agence Pinkerton, Lucky Luke tente de faire arrêter les trois hors-la-loi et de les expulser vers un autre État, mais il se heurte à la population de la ville, qui les craint et ne veut pas les contrarier.
Une fois établis à Nothing Gulch, les trois gangsters, contre toute attente, se comportent en hommes modèles et polis, s'intégrant vite à la communauté — sous la surveillance de Luke, qui guette le moindre faux pas de leur part, afin de les arrêter. 
Après avoir réussi à éloigner le cow-boy, les James révèlent finalement leur vrai nature en détroussant la population. Rentré peu après le hold-up, Luke capture Cole et l'enferme dans une cellule de Nothing Gulch. D'abord prête à le libérer pour ne pas subir une nouvelle visite punitive de Jesse, la population, sur l'insistance de Lucky Luke, accepte de juger Younger. Toutefois, le procès est vite expédié, les magistrats ayant complètement déformé le récit de l'arrestation du bandit et accusé Luke de l'avoir capturé illégalement. Cole, est donc libéré et repart retrouver ses cousins en jubilant. Dégouté, Lucky Luke décide de laisser tomber les pleutres habitants de Nothing Gulch. Les bandits, de leur côté, se préparent à attaquer la banque une dernière fois.
Cependant, les habitants de la ville, honteux de leur lâcheté, attaquent le gang et, aidés de Luke, capturent Jesse, Frank et Cole. Les hors-la-loi sont expulsés sans ménagements vers l'Oklahoma — lieu que Luke a choisi, avec Smith et Jones, pour l'arrestation des bandits. Mais les détectives, distraits et maladroits, attendent le gang à la frontière de l'Arkansas.

### Personnages
- Lucky Luke
- Jolly Jumper
- Jesse James : célèbre hors-la-loi, meneur du gang James-Younger. Ayant pour objectif de ressembler à Robin des Bois, qu'il admire tant, il se met à voler les riches pour donner aux pauvres... qui deviennent riches et donc, de nouvelles proies pour Jesse. Il se rend à Nothing Gulch, mais y est confronté à Lucky Luke, un des rares à ne pas le craindre. Jesse est un ennemi malin, mettant rapidement la population sous sa coupe en gagnant leur confiance... pour mieux les détrousser ensuite.
- Frank James : hors-la-loi et frère de Jesse. Maniaque de William Shakespeare, au point de citer des répliques de ses pièces, à tort et à travers.
- Cole Younger : hors-la-loi et cousin des James. C'est un gros homme un peu simplet, aimant faire des plaisanteries d'un goût douteux.
- Cosmo Smith et Fletcher Jones : détectives de l'agence Pinkerton. Ils demandent à Luke de les aider à appréhender le gang James-Younger. Malgré leur métier, ils sont tout sauf discrets et compétents.
- Clem : citoyen le plus pauvre de Nothing Gulch, sa situation change avec l'arrivée de Jesse et sa bande.

## Publication

### Revues
L'histoire est parue dans le journal Pilote, du no 478 (2 janvier 1969) au no 499 (29 mai 1969).

### Album
Éditions Dargaud, no 4, 1969.

## Autour de l'album
Le personnage de Jesse James fait sa première apparition dans la série lors du 11e album, Lucky Luke contre Joss Jamon, aux côtés de Billy the Kid, Calamity Jane et les cousins des Dalton. Il est également apparu à la fin du 20e album Billy the Kid dans lequel il avait une moustache.
Les détectives Dupond et Dupont de l'univers de Tintin sont parodiés dans l'album de Lucky Luke Jesse James. En effet, les deux policiers-détectives de l'agence Pinkerton leur ressemblent sur plusieurs points : maladroits et naïfs, ces moustachus ont une allure quasi identique, sont vêtus de costumes sombres et coiffés de chapeaux melon. De plus, ils portent des patronymes assez communs (Smith et Jones) et leur manque de discrétion contredit leur credo prétentieux « Le secret est la base de notre métier », ce qui n'est pas sans rappeler le fameux « motus et bouche cousue » des Dupondt. Ces deux personnages réapparaitront aux côtés de leur patron Allan Pinkerton dans l'album Lucky Luke contre Pinkerton, faisant cette fois preuve d'efficacité.

## Adaptations
Sous le titre Jessie James, cet album a été adapté dans la série animée Lucky Luke, diffusée pour la première fois en 1984.
Le nom de Jesse James est mentionné par sa mère dans le film Les Dalton de Philippe Haïm (2004).
Jesse James apparaît dans le film Lucky Luke (2009) de James Huth où il est interprété par Melvil Poupaud.

## Sources
- www.bedetheque.com, « Lucky Luke » (consulté le 11 août 2008)
- www.lucky-luke.com, « Lucky Luke » (consulté le 11 août 2008)
- www.fandeluckyluke.com, « Jesse James » (consulté le 11 août 2008)